# Adam Buksa
Adam Buksa (Cracovia, 12 luglio 1996) è un calciatore polacco, attaccante del Midtjylland e della nazionale polacca.

## Caratteristiche tecniche
Punta, può giocare anche come ala.

## Carriera

### Club
Comincia a giocare nelle giovanili del Wisla Cracovia. Nel 2013, dopo aver militato nelle giovanili del Garbarnia Cracovia, torna al Wisla Cracovia. Nell'estate del 2013 si trasferisce in Italia, nelle giovanili del Novara. Nel 2014 torna in patria, al Lechia Danzica. Il 31 agosto 2016 viene acquistato dal Zagłębie Lubin.
Il 21 dicembre 2019 firma per il N.E. Revolution.
Il 7 giugno 2022 viene acquistato dal Lens.

### Nazionale
Ha debuttato con la Nazionale Under-17 il 24 marzo 2013, in Repubblica Ceca-Polonia (1-1). Ha collezionato in totale, con la maglia della Nazionale Under-17, due presenze.
Ha debuttato con la Nazionale Under-18 l'8 maggio 2013, in Polonia-Bielorussia (1-0). Ha messo a segno la sua prima rete con la maglia della Nazionale Under-18 il 3 aprile 2014, in Polonia-Finlandia (2-0), in cui ha siglato la rete del definitivo 2-0. Ha collezionato in totale, con la maglia della Nazionale Under-18, 11 presenze e due reti.
Ha esordito con la Nazionale Under-19 il 13 maggio 2014, in Polonia-Armenia (2-0), in cui ha siglato la rete del momentaneo 1-0. Ha messo a segno la sua prima doppietta con la maglia della Nazionale Under-19 l'11 ottobre 2014, in Andorra-Polonia (0-3). Ha collezionato in totale, con la maglia della Nazionale Under-19, 10 presenze e 5 reti.
Ha debuttato con la Nazionale Under-21 il 23 marzo 2015, in Polonia-Finlandia (1-0). Ha messo a segno la sua prima rete con la maglia della Nazionale Under-21 il 26 marzo 2015, in Polonia-Bielorussia (3-0), in cui ha siglato la rete del momentaneo 1-0. Ha partecipato, con la Nazionale Under-21, all'Europeo Under-21 2017.
Il 2 settembre 2021 debutta in nazionale maggiore nel successo per 4-1 contro l'Albania in cui va anche a segno. Tre giorni dopo realizza una tripletta nel successo per 1-7 contro San Marino.

## Statistiche

### Cronologia presenze e reti in nazionale
| Cronologia completa delle presenze e delle reti in nazionale ― Polonia | Cronologia completa delle presenze e delle reti in nazionale ― Polonia | Cronologia completa delle presenze e delle reti in nazionale ― Polonia | Cronologia completa delle presenze e delle reti in nazionale ― Polonia | Cronologia completa delle presenze e delle reti in nazionale ― Polonia | Cronologia completa delle presenze e delle reti in nazionale ― Polonia | Cronologia completa delle presenze e delle reti in nazionale ― Polonia | Cronologia completa delle presenze e delle reti in nazionale ― Polonia |
| Data                                                                   | Città                                                                  | In casa                                                                | Risultato                                                              | Ospiti                                                                 | Competizione                                                           | Reti                                                                   | Note                                                                   |
| ---------------------------------------------------------------------- | ---------------------------------------------------------------------- | ---------------------------------------------------------------------- | ---------------------------------------------------------------------- | ---------------------------------------------------------------------- | ---------------------------------------------------------------------- | ---------------------------------------------------------------------- | ---------------------------------------------------------------------- |
| 2-9-2021                                                               | Varsavia                                                               | Polonia                                                                | 4 – 1                                                                  | Albania                                                                | Qual. Mondiali 2022                                                    | 1                                                                      | 81’                                                                    |
| 5-9-2021                                                               | Serravalle                                                             | San Marino                                                             | 1 – 7                                                                  | Polonia                                                                | Qual. Mondiali 2022                                                    | 3                                                                      | 46’                                                                    |
| 8-9-2021                                                               | Varsavia                                                               | Polonia                                                                | 1 – 1                                                                  | Inghilterra                                                            | Qual. Mondiali 2022                                                    | -                                                                      | 63’                                                                    |
| 9-10-2021                                                              | Varsavia                                                               | Polonia                                                                | 5 – 0                                                                  | San Marino                                                             | Qual. Mondiali 2022                                                    | 1                                                                      | 72’                                                                    |
| 12-10-2021                                                             | Tirana                                                                 | Albania                                                                | 0 – 1                                                                  | Polonia                                                                | Qual. Mondiali 2022                                                    | -                                                                      | 39’ 71’                                                                |
| 24-3-2022                                                              | Glasgow                                                                | Scozia                                                                 | 1 – 1                                                                  | Polonia                                                                | Amichevole                                                             | -                                                                      | 83’                                                                    |
| 29-3-2022                                                              | Chorzów                                                                | Polonia                                                                | 2 – 0                                                                  | Svezia                                                                 | Qual. Mondiali 2022                                                    | -                                                                      | 89’                                                                    |
| 1-6-2022                                                               | Breslavia                                                              | Polonia                                                                | 2 – 1                                                                  | Galles                                                                 | UEFA Nations League 2022-2023 - 1º turno                               | -                                                                      | 73’                                                                    |
| 8-6-2022                                                               | Bruxelles                                                              | Belgio                                                                 | 6 – 1                                                                  | Polonia                                                                | UEFA Nations League 2022-2023 - 1º turno                               | -                                                                      | 69’                                                                    |
| 12-10-2023                                                             | Tórshavn                                                               | Fær Øer                                                                | 0 – 2                                                                  | Polonia                                                                | Qual. Euro 2024                                                        | 1                                                                      | 59’                                                                    |
| 15-10-2023                                                             | Varsavia                                                               | Polonia                                                                | 1 – 1                                                                  | Moldavia                                                               | Qual. Euro 2024                                                        | -                                                                      | 71’                                                                    |
| 17-11-2023                                                             | Varsavia                                                               | Polonia                                                                | 1 – 1                                                                  | Rep. Ceca                                                              | Qual. Euro 2024                                                        | -                                                                      | 46’                                                                    |
| 21-11-2023                                                             | Varsavia                                                               | Polonia                                                                | 2 – 0                                                                  | Lettonia                                                               | Amichevole                                                             | -                                                                      |                                                                        |
| 21-3-2024                                                              | Varsavia                                                               | Polonia                                                                | 5 – 1                                                                  | Estonia                                                                | Qual. Euro 2024                                                        | -                                                                      | 72’                                                                    |
| 7-6-2024                                                               | Varsavia                                                               | Polonia                                                                | 3 – 1                                                                  | Ucraina                                                                | Amichevole                                                             | -                                                                      |                                                                        |
| 16-6-2024                                                              | Amburgo                                                                | Polonia                                                                | 1 – 2                                                                  | Paesi Bassi                                                            | Euro 2024 - 1º turno                                                   | 1                                                                      |                                                                        |
| 21-6-2024                                                              | Berlino                                                                | Polonia                                                                | 1 – 3                                                                  | Austria                                                                | Euro 2024 - 1º turno                                                   | -                                                                      | 60’                                                                    |
| 5-9-2024                                                               | Glasgow                                                                | Scozia                                                                 | 2 – 3                                                                  | Polonia                                                                | UEFA Nations League 2024-2025 - 1º turno                               | -                                                                      | 72’                                                                    |
| 15-11-2024                                                             | Porto                                                                  | Portogallo                                                             | 5 – 1                                                                  | Polonia                                                                | UEFA Nations League 2024-2025 - 1º turno                               | -                                                                      | 73’                                                                    |
| 18-11-2024                                                             | Varsavia                                                               | Polonia                                                                | 1 – 2                                                                  | Scozia                                                                 | UEFA Nations League 2024-2025 - 1º turno                               | -                                                                      | 90+3’                                                                  |
| 21-3-2025                                                              | Varsavia                                                               | Polonia                                                                | 1 – 0                                                                  | Lituania                                                               | Qual. Mondiali 2026                                                    | -                                                                      | 86’                                                                    |
| 6-6-2025                                                               | Varsavia                                                               | Polonia                                                                | 2 – 0                                                                  | Moldavia                                                               | Amichevole                                                             | -                                                                      | 74’                                                                    |
| 10-6-2025                                                              | Helsinki                                                               | Finlandia                                                              | 2 – 1                                                                  | Polonia                                                                | Qual. Mondiali 2026                                                    | -                                                                      | 86’                                                                    |
| Totale                                                                 |                                                                        | Presenze                                                               | 23                                                                     |                                                                        | Reti                                                                   | 7                                                                      |                                                                        |

## Palmarès

### Club

#### Competizioni nazionali
- MLS Supporters' Shield: 1

New England Revolution: 2021